# Bandonéon
Le bandonéon est un instrument de musique à vent, à soufflet et à clavier de la famille des instruments à anches libres, originaire d'Allemagne.
Il est traditionnellement identifié comme un instrument proche du concertina, noir et de forme cubique, avec des claviers latéraux, à la différence des accordéons qui ont des claviers frontaux. Son soufflet est divisé en trois parties égales, séparées par des cadres. Il est joué posé sur le genou (debout ou assis). Sa particularité principale est son timbre, dû au jeu simultané de deux voix accordées à une octave de différence. C'est un des symboles de la culture musicale de l'Argentine.

## Histoire
Inspiré du concertina allemand de Carl Friedrich Uhlig (en) (originaire de Chemnitz) probablement autour de 1834, il semblerait que la demande croissante d'étendre la tessiture de l'instrument et la volonté de jouer dans toutes les tonalités, ait poussé à l'invention du bandonéon.
Heinrich Band (en) (1821-1860), qui possède un magasin d'instruments de musique à Krefeld en 1843, a conceptualisé le nouveau système de claviers. Plus tard en 1847 Friedrich Zimmermann (de) fabrique aussi des bandonéons à Carlsfeld. On trouve sa trace à l'exposition universelle de 1851 à Londres où il présente ses instruments. Les termes de « bandonion » puis « bandonéon » arriveront plus tard en 1854 et viennent d'un hommage rendu par le fabricant et les premiers musiciens à Henrich Band qui défendait ce nouvel instrument en éditant notamment des partitions, une méthode et en revendant les instruments sous la marque Band-Union.
Dans les Ateliers de Zimmermann travaille Ernest Louis Arnold. Il reprendra l'affaire en 1864 quand le propriétaire émigrera vers les États-Unis. À la mort d'Ernest, l'entreprise est florissante et en pleine expansion. Hermann son ainé reprend l'affaire et Alfred monte la sienne. Ernest Louis Arnold (ELA) et Alfred Arnold (AA, ou Doble A) sont les deux manufactures les plus importantes de l'histoire du bandonéon.

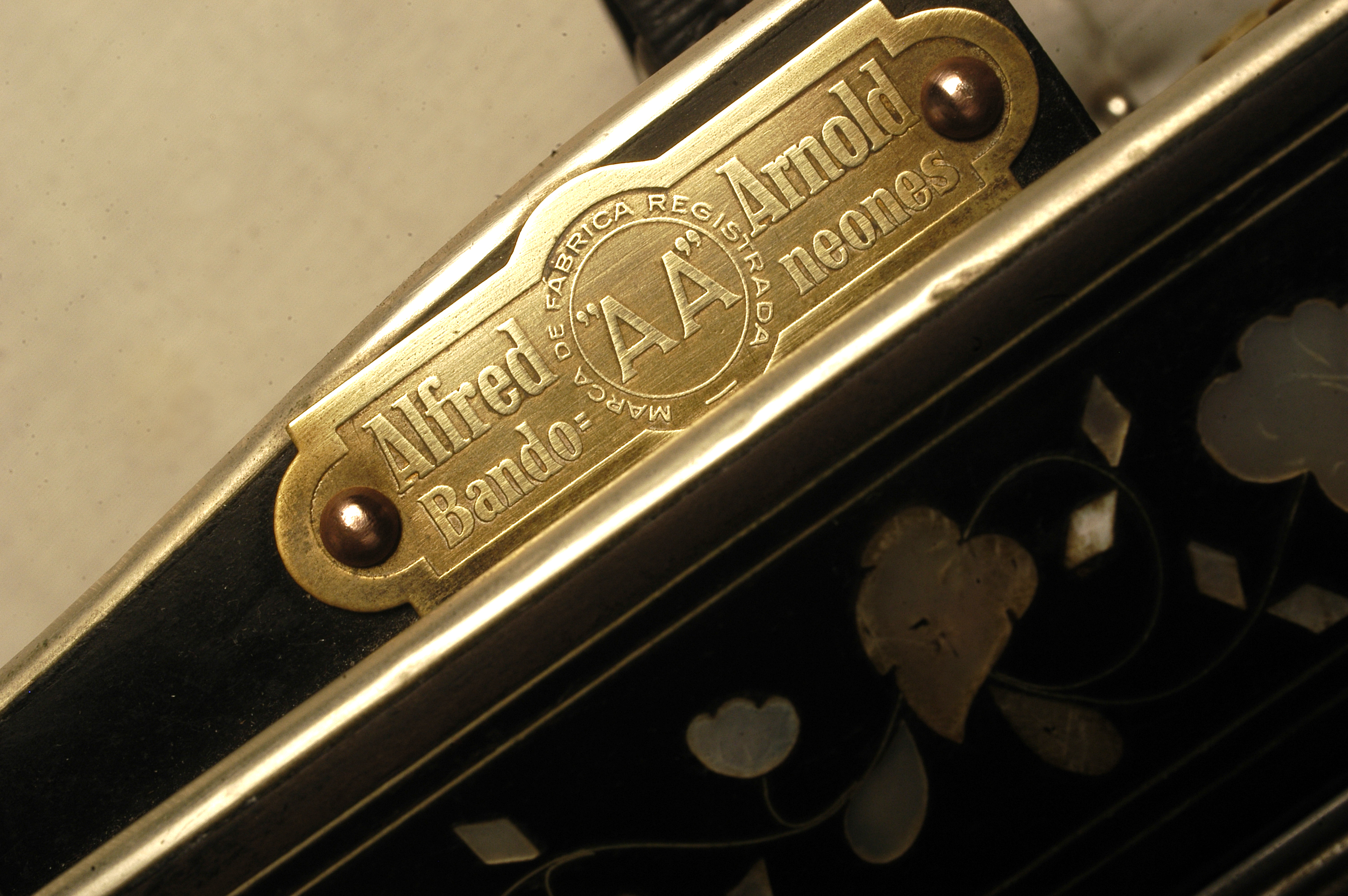
Estampille AA.

Cet instrument est dans un premier temps destiné à jouer du folklore d'Europe centrale. Ce n'est qu'à la fin du XIXe siècle que le bandonéon arrive en Argentine. Il devient l'instrument emblématique du tango. Alfred Arnold en est la marque mythique. Le tango est étroitement lié au Doble A qui fut adopté par tous les professionnels. C'est encore aujourd'hui le son de référence.
Durant les années d'entre-deux-guerres, on fabrique les plus beaux instruments de l'histoire. Les ateliers tournent à plein régime et exportent en masse vers l'Argentine. La production n'est pas artisanale, c'est une fabrication en série avec une multitude de pièces sous-traitées que l'on retrouve chez pratiquement tous les facteurs de l'époque (soufflets, boutons, marqueteries, clés d'air, etc.). Carlsfeld et Klingenthal font partie d'une région orientée autour de la fabrication du bandonéon, de l'accordéon et du concertina, ce qui permit le développement d'activités dans le corollaire de ces instruments.
La France sera aussi un marché important avec la mode du tango qui envahit l'Europe dès 1920. Le bandonéon devient un instrument complémentaire dans les bals populaires, et est pratiqué majoritairement par des accordéonistes chromatiques, ce qui provoque des changements majeurs dans le plan de clavier de l'instrument en France : Charles Péguri, en collaboration avec la marque Alfred Arnold, crée un bandonéon unisonore inspiré par le clavier droit de l'accordéon chromatique, d'abord sur le clavier droit du bandonéon, puis sur le clavier gauche.
La Seconde Guerre mondiale sera terrible pour certaines usines qui vont disparaître les unes après les autres. La Saxe devient un land de la RDA. Les usines ELA en 1959 et AA en 1949 sont nationalisées par le régime communiste. Elles seront avec d'autres marques regroupées dans une même marque d'État : Harmona. L'âge d'or de l'entre-deux-guerres est finie. Les instruments, produits après 1948 sous la marque VEB Bandonionwerk « Harmona » vorm AA, sont de moins bonne facture et vieillissent très mal. La production de bandonéons à Carlsfeld s'arrêtera en 1964. Le tango connaît aussi des difficultés telles que le bandonéon tombe peu à peu dans une certaine désuétude.
Le retour à la mode du tango, dans les années 1980, redonne une vigueur nouvelle au bandonéon. Astor Piazzolla devient un musicien mondialement reconnu. L'instrument s'internationalise. Il existe aujourd'hui des bandonéonistes sur toute la planète et ce symbole du tango se métisse de plus en plus avec les cultures populaires et contemporaines (jazz, world, musiques contemporaines), ce qui motive la reprise de la fabrication de nouveaux bandonéons, au début du XXIe siècle, inspirés par les Doble A des années 1920-30.
La France sera sensible à ce retour en grâce du bandonéon et de la culture du tango. Les bandonéons aux systèmes français dits Péguri seront améliorés dans les années 1980 grâce aux recherches d'Olivier Manoury, avec un décalage de la tessiture du clavier pour retrouver les basses, récupérant ainsi une meilleure adaptabilité au répertoire argentin.

## Facture

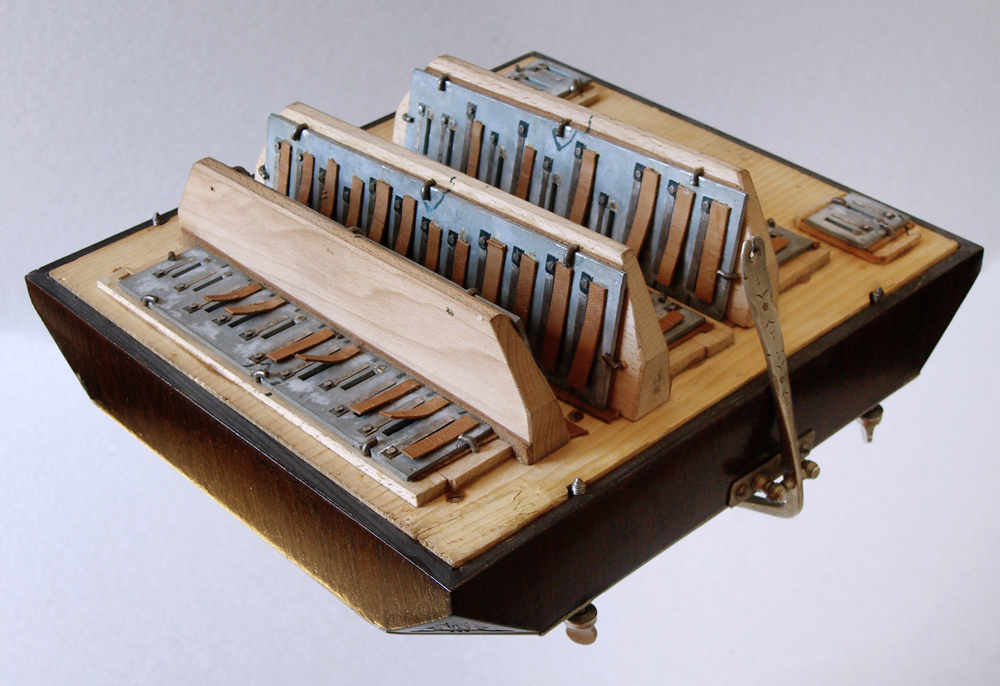
Musique d'un bandonéon.

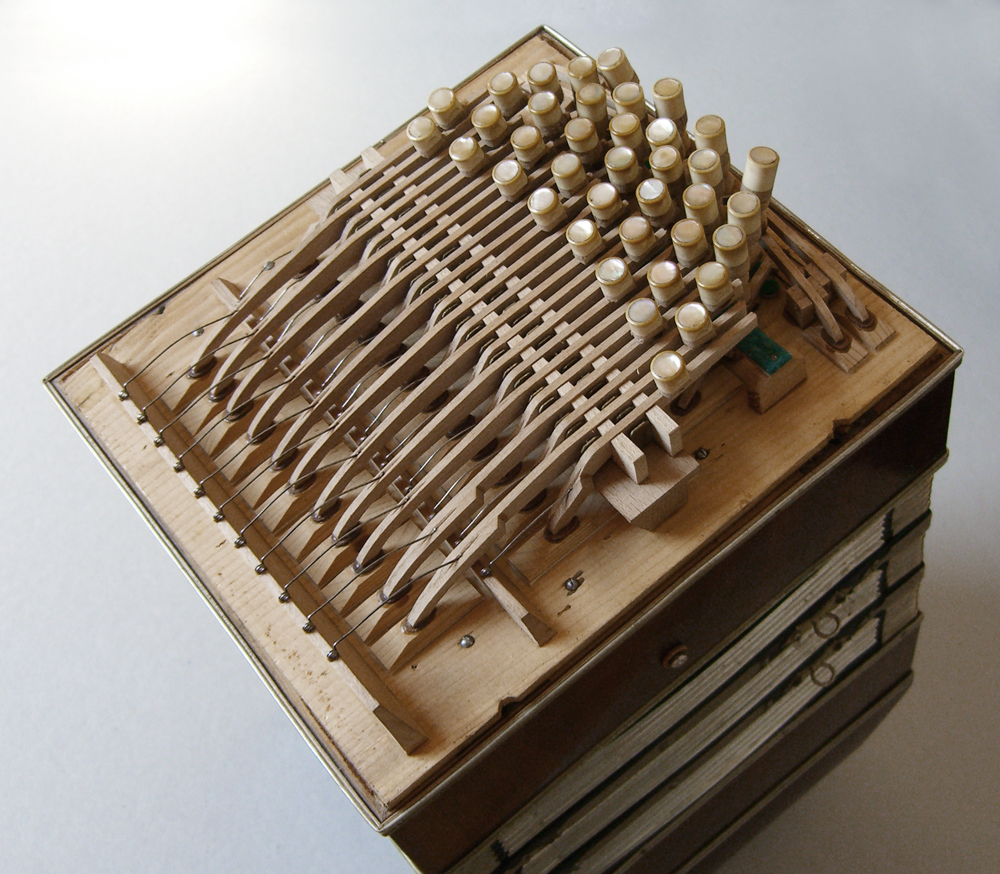
Mécanique clavier.

Dans sa facture, le bandonéon est composé de quatre éléments fondamentaux :
1. La musique (les éléments servant à la création du son) : 
  - la musique est composée de plaques collectives (en zinc ou en duralumin) sur lesquelles sont rivetées des lames d’acier. Ces lames, entrent en oscillation avec l’air et émettent des sons différents suivant leur taille : on les appelle des anches libres,
  - les plaques sont fixées aux sommiers de la mécanique. Le bandonéon possède deux voix simultanées : la voix la plus aiguë est montée sur des sommiers dits « à plat » contre la table d'harmonie ; la voix à l'octave plus grave est montée  sur un sommier debout, similaire aux sommiers d'accordéons ;
2. La mécanique : 
  - le bloc mécanique des claviers est composé de boutons collés sur des leviers qui actionnent des clapets et qui laissent passer l’air dans les sommiers en tirant ou en poussant. Cet air libéré met en vibration les lames qui émettent un son. La mécanique est en bois et l’articulation des leviers en laiton et acier ;
3. Le soufflet :
  - c’est une partie essentielle de l’instrument. Le soufflet est étanche. L’air est emprisonné à l’intérieur. On exerce une compression en tirant ou en poussant sur le soufflet. Ce qui permet de mettre en vibration les lames quand on appuie sur un bouton,
  - un clapet, actionné par une clef, permet l’évacuation ou le remplissage de l’air dans le soufflet ;
4. La caisse :
  - la caisse est en bois (en résineux) elle est plaquée avec le plus souvent du poirier noirci (aspect ébène) ou du palissandre. Les vernis communément utilisés sont les vernis au tampon. Suivant les marques et les modèles, les bandonéons sont marquetés de nacres avec des motifs floraux et des filets de maillechort le tout dans le style Art nouveau. La caisse a très peu d’incidence dans le son de l’instrument. Mais les ouvertures des deux côtés ainsi que la caisse de résonance du côté gauche sont importantes dans l’émission et le timbre du son.

Intérieur d'un bandonéon Alfred Arnold, modèle Doble A
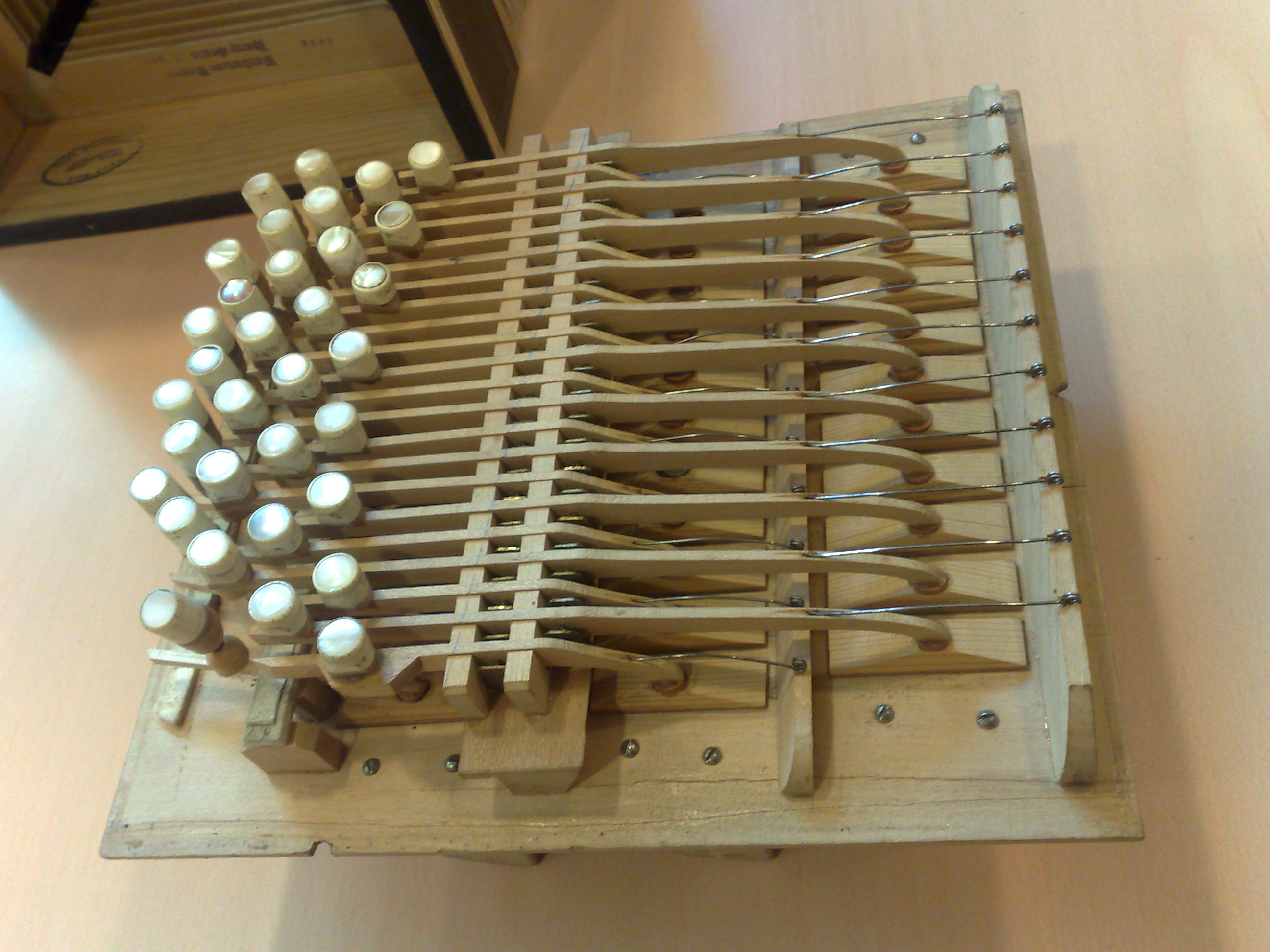
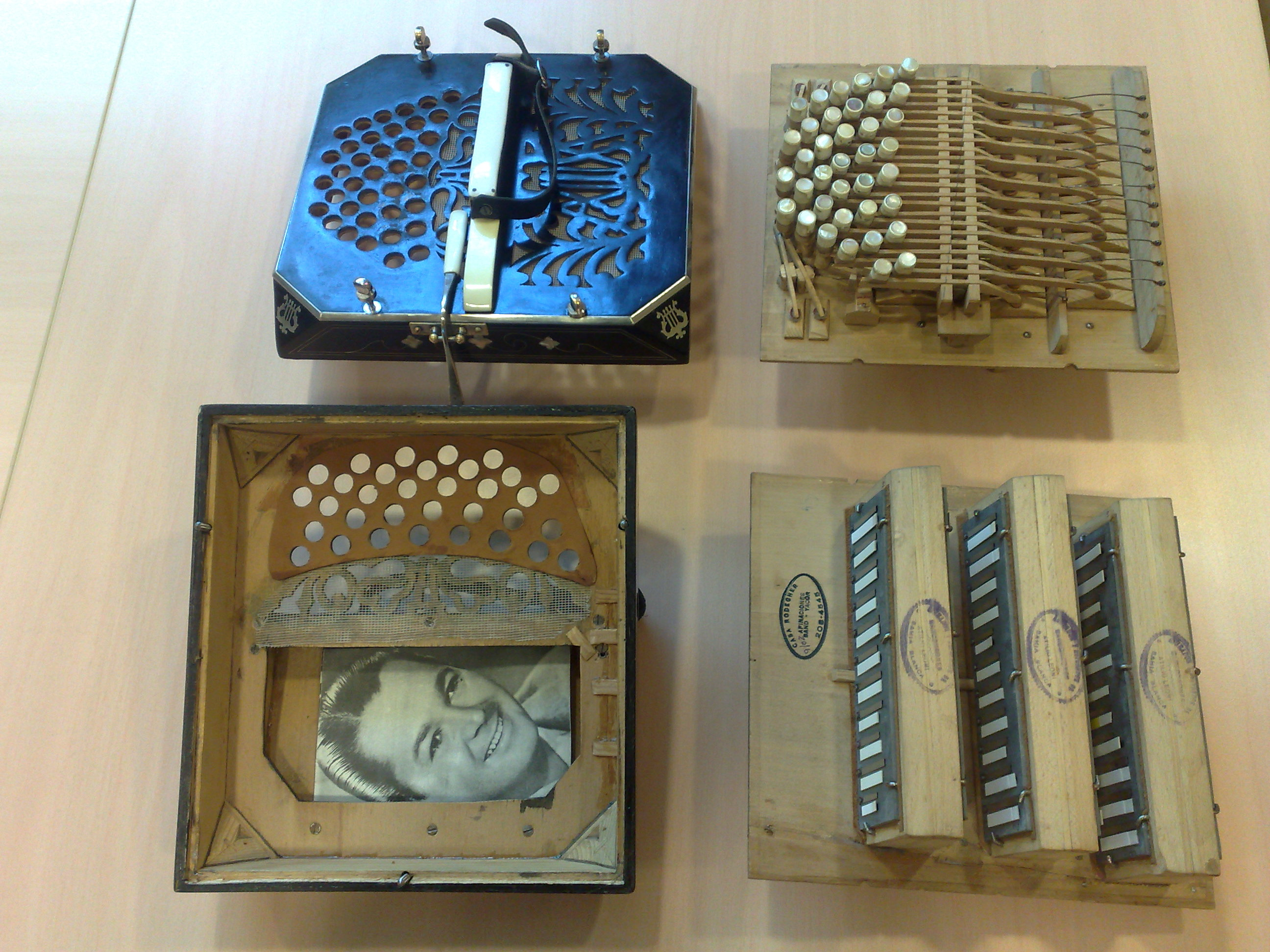
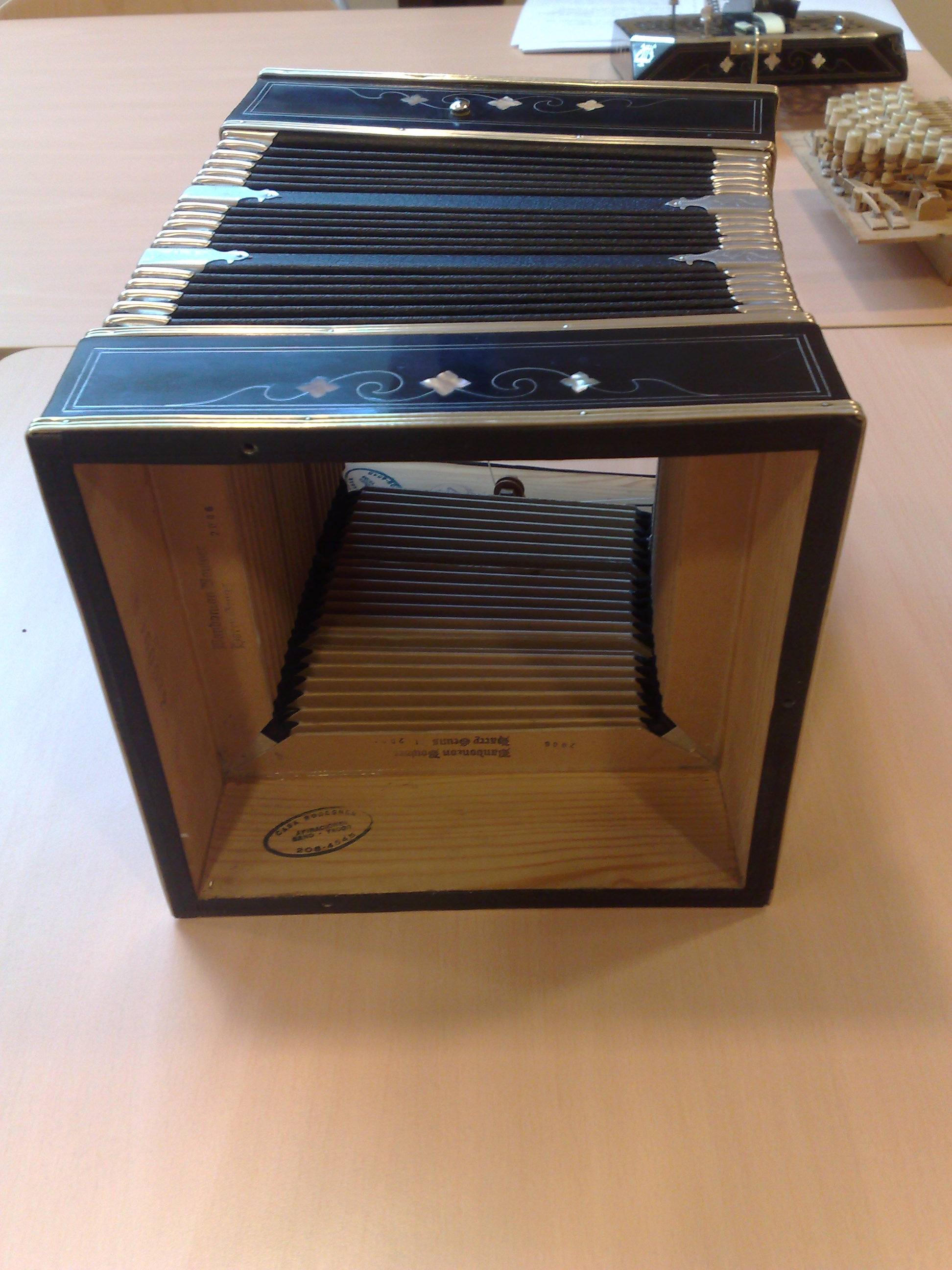
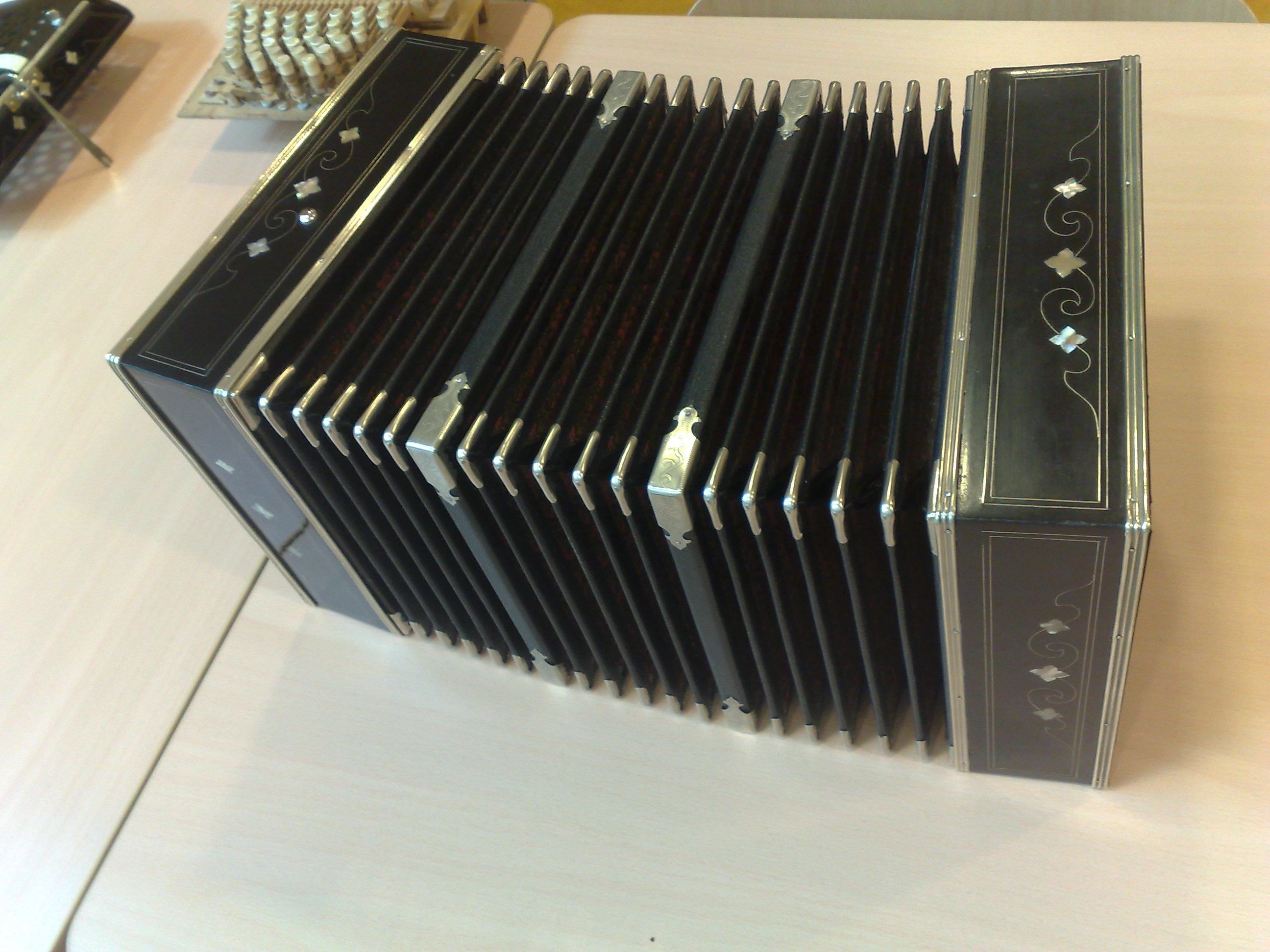
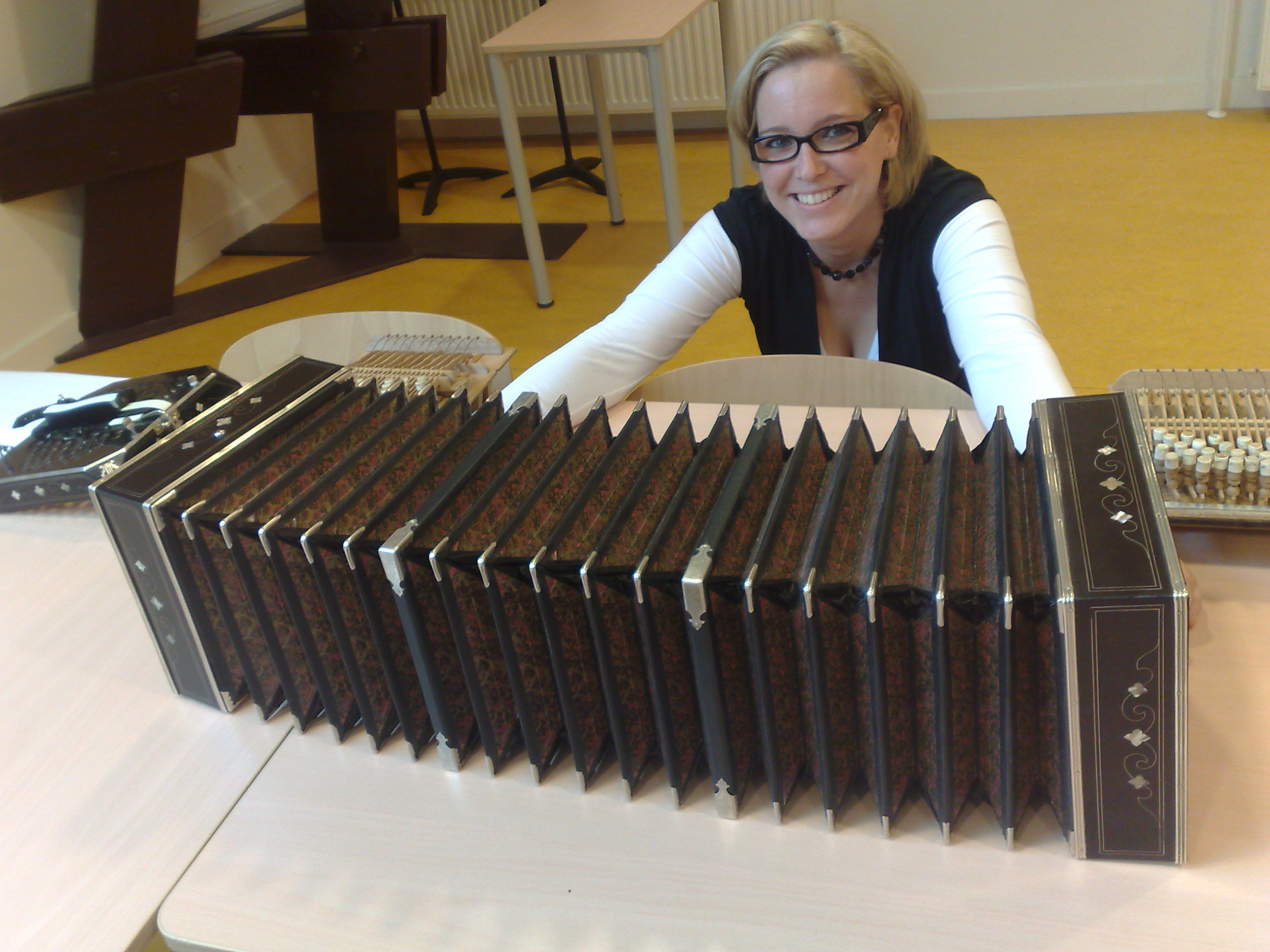

Les matériaux entrant dans la confection du bandonéon sont :
- la caisse :
  - bois (plaquage et massif),
  - maillechort,
  - nacres (suivant les modèles) ;
- les claviers et mécaniques :
  - galalithe,
  - nacre,
  - bois,
  - cuir,
  - laiton ;
- la musique (plaques et lames) :
  - acier (pour les lames),
  - zinc ou duralumin (pour les plaques) ;
- soufflet :
  - carton,
  - bois,
  - cuir,
  - maillechort.

La facture du bandonéon a toujours été quasi-industrielle, les grandes marques de l'histoire sous-traitant un maximum de pièces (boutons, soufflets, clefs d'air, etc.).

### Les claviers
Le clavier d'un bandonéon diffère de celui d'un accordéon par sa conception. Les mains étant fortement limitées dans leur mouvement par des sangles, il a fallu rapprocher les boutons des doigts. Ils sont donc disposés en arcs et les rangées sont étagées. Chaque bouton commande l'émission d'une seule note à la fois, alors que l'accordéon a aussi des touches d'accords. De plus, pour les bandonéons bi-sonores, la note produite n'est pas la même selon que l'on ouvre ou ferme le soufflet. La tessiture d'un bandonéon approche six octaves. Elle est couverte par le clavier de gauche pour les graves et celui de droite pour les aigus. Les deux claviers ont une octave commune mais se distinguent par leur timbre.
Il existe une confusion sur la différence entre les claviers bi-sonores et uni-sonores du bandonéon, qui ne désignent pas un système particulier, mais définissent deux ensembles de systèmes distincts.
- On appelle à tort « diatonique », les bandonéons aux claviers bi-sonores, car ils sont parfaitement chromatiques (ils ont douze notes par octave) aussi bien en tirant qu'en poussant. Un bandonéon diatonique n'est en fait qu'un concertina allemand avec deux ou trois rangées de boutons en plus et une étendue de presque cinq octaves.[réf. nécessaire]
- On appelle à tort « chromatique », les bandonéons aux claviers uni-sonores Péguri, car tous les bandonéons sont chromatiques.[réf. nécessaire]

Le bandonéon est bi-sonore car il est directement issu du concertina qui est diatonique bi-sonore. Il existe autant de systèmes de claviers que de facteurs d'instruments. Des systèmes de claviers « uni-sonores » tels que le Kusserov, Péguri en 1925, Piano ou encore Chromatica, ont été aussi fabriqués et utilisés localement pour certains.

### Les systèmes

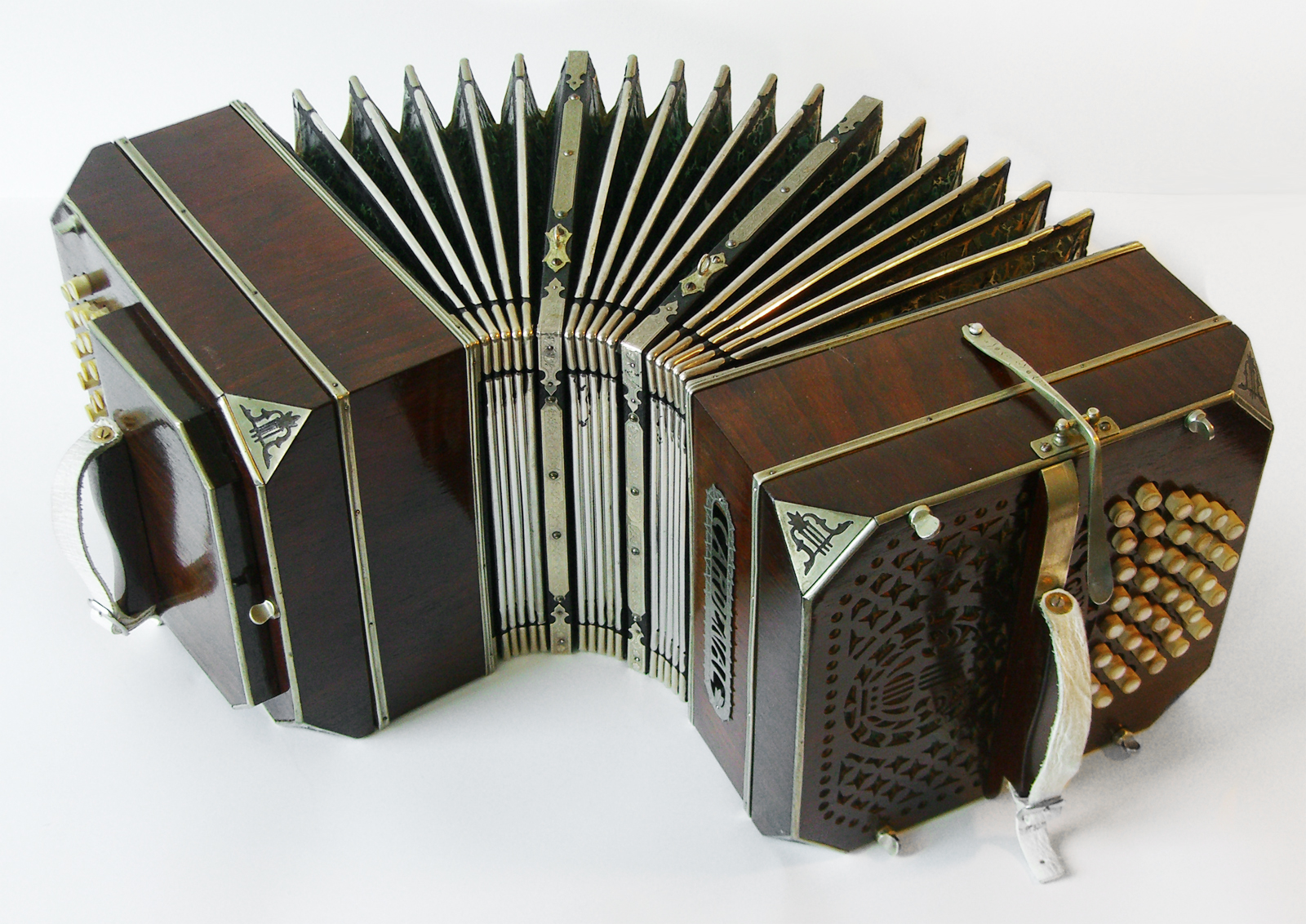
Bandoneon « Cardenal » par Ela.

- Invention du concertina allemand par C.F. Uhlig (Chemnitz, 1835) définition du nucléus (partie centrale du clavier actuel, commune au bandonéon et au concertina) système diatonique (ré/la)avec 56 voix (28 boutons)
- 1850 : conceptualisation autour du nucléus du premier bandonéon bi-sonore par Band (Krefeld) et fabriqué par F. Zimmermann (Carlsfeld) en 1850
- Extension du clavier jusqu'à 130 voix (soit 65 touches) ; ce clavier est dénommé Rheinische Lage
- Vers 1870 : exportation du bandonéon dans le Río de la Plata
- Les Argentins adoptent le Rheinische Lage à 142 voix comme système standard. (Bi-sonore)
- En 1906, Heinrich Steinfurth invente le Piano-Bandonion - Deux claviers parallèles avec les boutons disposés comme sur un piano (uni-sonore)
- En 1912, les claviers argentins ont aussi connu une extension à 152 voix qui ne sera pas adoptée par les tangueros (Bi-sonore)
- Pendant ce temps, les Allemands continuent de faire évoluer, de leur côté, le clavier à 130 voix, puis tentent d'unifier leurs systèmes, ce qui donne en 1924 la disposition Einheitsbandoneon, différente de la disposition argentine.
- En 1925, Louis Péguri élabore un premier système Péguri uni-sonore inspiré du clavier droit de l'accordéon chromatique (main gauche bi-sonore)
- En 1927, Ernst Kusserow conceptualise le système qui portera son nom (main droite uni-sonore et main gauche en accords)
- En 1929, Alfred Arnold commercialise le Doble A 142 voix (systèmes argentin et Péguri essentiellement)
- Dans les années 1950, Paul Chalier invente le système Pablo Caliero pour Fratelli Crosio (uni-sonore inspiré du système peguri)
- Aujourd'hui, le système le plus utilisé sur la planète est le système Rheinische Lage, dit « argentin » à 142 voix. Car c'est le système employé par les plus grands maîtres de l'histoire de cet instrument qui sont pour la plupart en Argentine. Le système argentin est à la base de toute la littérature instrumentale du tango, ainsi que du folklore argentin. Le système Péguri connait un renouveau en Europe. Sa plus grande simplicité, sa logique, la symétrie des claviers en font un instrument plus facile d'apprentissage et mieux adapté à l'improvisation.

## Technique de jeu
Émettre un son avec un bandonéon est assez simple. Il suffit d'appuyer sur un ou plusieurs boutons tout en exerçant une compression de l’air dans le soufflet soit en tirant soit en poussant. Les deux mains sont emprisonnées dans des courroies de cuir. Seuls les pouces restent en dehors de la courroie. Le pouce de la main droite servira à actionner la clef d’air. On attaque les boutons avec la pointe des doigts tout en gardant la main assez creuse.
Il existe différentes manières de jouer du bandonéon qui sont souvent l’héritage culturel de techniques locales. Les deux plus souvent usitées sont les techniques que l’on trouve dans le tango argentin, assis ou debout :
- on peut jouer assis avec le bandonéon posé à plat sur les genoux. On laisse tomber l’instrument de chaque côté du ou des genoux. Ainsi on utilise la force gravitationnelle qui permet plus facilement l’émission du son. Quand on joue en poussant, on coince le soufflet entre les cuisses et on ramène en utilisant le poids de l’instrument. Cette technique permet de contrôler pleinement les sons émis ;
- la technique debout fut rendue célèbre par Astor Piazzolla qui utilisait cette position en concert. Le musicien est debout avec un pied posé sur une caisse, un tabouret ou une chaise d'environ 60 cm de haut. La jambe forme ainsi une équerre. Le bandonéon repose sur le genou de cette jambe et tombe de chaque côté de celle-ci. Cette technique présente l’avantage d’avoir un son plus dense et plus fort en tirant, mais présente les désavantages de compliquer le contrôle du son, le jeu à deux mains (en solo) et le jeu en poussant.

La technique instrumentale a évolué tout au long du XXe siècle grâce aux bandonéonistes argentins. Des premiers virtuoses (Arolas, Ortiz, Laurenz, Maffia, etc) jusqu’aux virtuoses d’aujourd’hui (Pane, Marconi, Mosalini, etc.) la manière de conceptualiser le bandonéon[Quoi ?] s’est modifiée en fonction de l’évolution du tango et du langage utilisé dans celui-ci. Un nom est à retenir : celui de Leopoldo Federico qui révolutionna le bandonéon dans les années 1950 et 60. Ce grand maitre toujours vivant est à la base de la technique actuelle du bandonéon. On lui doit une série d’arrangements (Fuimos, El Marne, Gardia Vieja, Buen Amigo, Che Bandoneon, etc) et des compositions (Un Fuelle en París, Éramos Tan Jóvenes, etc) spécialement dédiés au bandonéon qui sont des références indiscutables dans l’histoire de cet instrument. Outre Federico, d’autres bandonéonistes ont donné au répertoire pour bandonéon solo des œuvres qui ont permis l’évolution de l'instrument. On retiendra Maximo Mori, Calixto Sallago, Antonio Ríos, Astor Piazzolla, Felix Lipesker.
Les deux plus fameuses écoles de bandonéon en termes de pédagogie furent celles initiées par Antonio Ríos à Rosario (300 km au nord de Buenos Aires) et par Marcos Madrigal à Buenos Aires.

## Bandonéonistes et facteurs de bandonéons

### Bandonéonistes célèbres
- Aníbal Troilo
- Astor Piazzolla
- Pedro Laurenz (en)
- Pedro Maffia (de)
- Leopoldo Federico (en)
- Juan José Mosalini et son fils Juanjo Mosalini (d)
- Osvaldo Ruggiero (es)
- Louise Jallu

### Facteurs de bandonéons
- Carl Zimmermann - 1847 à 1864
- Ernst Louis Arnold (ELA) - de 1864 à 1959
- Alfred Arnold (AA) - de 1911 à 1949
- Meinel & Herold (BBB) - de 1893
- Arno Arnold - de 1950 à 1971
- VEB Bandonionwerk « Harmona » vorm Alfred Arnold
- Uwe Hartenhauer
- Bandoneon & Concertinafabrik Klingenthal GmbH